# آناهیت آباد
آناهید آباد (سارگیسان) (ارمنی: Անահիտ Աբադ (Սարգսեան) (متولد ۱۳۴۱ تهران) کارگردان، دستیار کارگردان و برنامه‌ریز ایرانی ارمنی‌تبار است.

## زندگی هنری
آباد فارغ‌التحصیل رشته زبان ارمنی است. او با گذراندن دوره فیلمسازی در مرکز اسلامی آموزش فیلمسازی و دستیاری کارگردان و برنامه‌ریز در فیلم «خلع سلاح» به کارگردانی محمدرضا داوودنژاد فعالیت سینمایی را آغاز کرد.
آباد که سابقه سال‌ها دستیاری چهره‌هایی چون بهرام بیضایی، واروژ کریم مسیحی، علیرضا داوودنژاد و احمدرضا درویش را در کارنامه دارد. وی با ساخت فیلم «کارواجار» در سال ۱۳۹۴ اولین تجربه کارگردانی خود را در سینما پشت گذاشته‌است.
آناهید آباد با بیان اینکه در حال حاضر بیشتر بر روی کارگردانی تمرکز دارد، اظهار کرد: من بعد از فارغ‌التحصیل شدن در دانشگاه برای تجربه فضای حرفه‌ای کارگردانی، کارم با دستیاری کارگردان‌های مختلف شروع کردم؛ ولی از همان ابتدا علاقه من به کارگردانی بود، به همین خاطر کار دستیاری و برنامه‌ریزی را قبول کردم تا بتوانم در این فضا تجربه کسب کنم. هرچند که اولین پروانه ساختم را در سال ۷۴ گرفتم و حالا بعد از بیست سال اولین فیلم سینمایی‌ام را ساخته‌ام.
آناهید آباد قبلا رئیس کانون برنامه ریزان و دستیاران کارگردان بوده است.

## فیلمشناسی
| نام فیلم        | سال  | کارگردان         | سمت                                |
| --------------- | ---- | ---------------- | ---------------------------------- |
| خلع سلاح        | ۱۳۷۳ | علیرضا داوودنژاد | مترجم، دستیار کارگردان و برنامه‌ریز |
| یک داستان واقعی | ۱۳۷۴ | ابوالفضل جلیلی   | دستیار کارگردان                    |
| عاشقانه         | ۱۳۷۴ | علیرضا داوودنژاد | دستیار کارگردان                    |
| سرزمین خورشید   | ۱۳۷۵ | احمدرضا درویش    | دستیار کارگردان                    |
| مصائب شیرین     | ۱۳۷۷ | علیرضا داوودنژاد | دستیار کارگردان، برنامه‌ریز         |
| متولد ماه مهر   | ۱۳۷۸ | احمدرضا درویش    | دستیار کارگردان، مدیر برنامه‌ریزی   |
| آخر بازی        | ۱۳۷۹ | همایون اسعدیان   | آوای هور                           |
| بچه‌های بد       | ۱۳۷۹ | علیرضا داوودنژاد | با تشکر از                         |
| تردید           | ۱۳۸۷ | واروژ کریم مسیحی | دستیار اول کارگردان                |
| خیابان‌های آرام  | ۱۳۸۹ | کمال تبریزی      | مدیر تولید                         |
| یه‌وا (کارواجار) | ۱۳۹۵ | آناهید آباد      |                                    |